# Кампистрон, Жан-Гальбер де
Жан-Гальбе́р де Кампистро́н (фр. Jean Galbert de Campistron; 1656—1723) — французский поэт и драматург академического направления.
Член Французской академии, подражатель Расина. Лучшее его произведение, долго державшееся на сцене, — «Tiridate» (1691). В «Andronic» (1685) Кампистрон в античной форме обработал тот же сюжет, что положен в основу «Дон Карлоса» Шиллера. Остальные его пьесы незначительны. Кампистрон — последний либреттист композитора Люлли, для которого он в 1686—1687 годах написал трагедию «Ахилл и Поликсена».
Лучшее его издание — «Сочинения» (Oeuvres, Париж, 1750); «Избранные сочинения» (Oeuvres choisies) издал Auger (Париж, 1810).